# Bottega Teatrale di Firenze

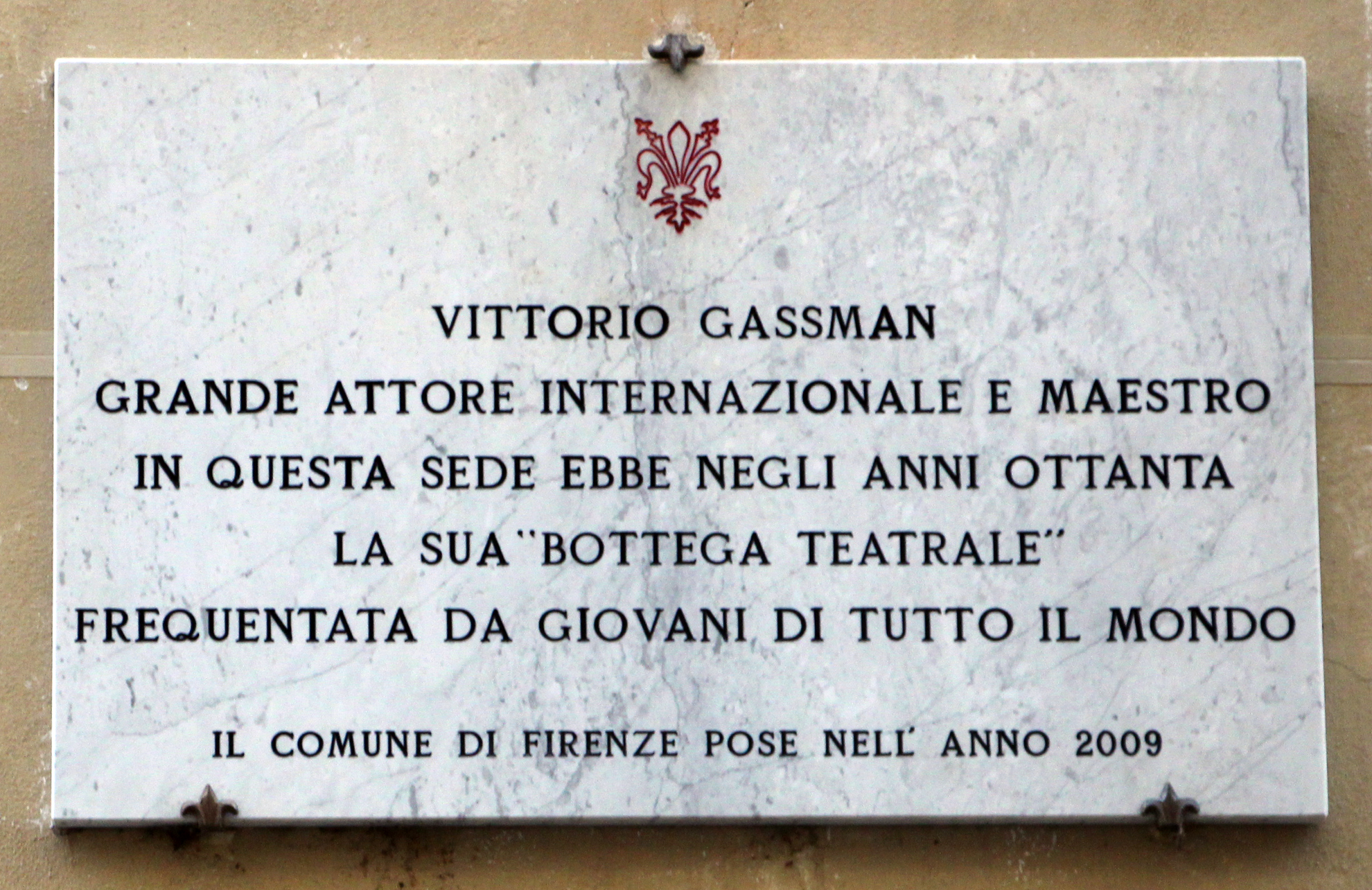
Lapide presso il teatro Goldoni di Firenze

La Bottega Teatrale di Firenze era una scuola di recitazione fiorentina fondata nel 1979 da Vittorio Gassman che si occupava di formare e preparare giovani attori provenienti da tutta Italia. Aveva sede in via Santa Maria 25, in Oltrarno, presso il teatro Goldoni, nella sala teatrale oggi chiamata Goldonetta. La bottega chiuse definitivamente i battenti nel 1996.

## Storia
Le riunioni preliminari, l'organizzazione e le lezioni per i primi due anni ebbero sede al Teatro della Pergola, grazie all'interessamento di Alfonso Spadoni, allora suo direttore, e dell'assessore alla cultura Franco Camarlinghi.
Legato al primo corso ci fu lo spettacolo Fa male, il teatro di Luciano Codignola, con Vittorio e Paola Gassman e sei allievi del primo corso: Margherita Baffico, Angelo Maggi, Ivana Moretti, Nino Prester, Francesca Ventura e Amerigo Fontani.

Alessandro e Vittorio Gassman durante una lezione nel 1983

Nel 1988, a causa di lavori di ristrutturazione, la Bottega dovette abbandonare la sua sede storica di via Santa Maria 25; in seguito, venuto a mancare il sostegno del Comune di Firenze, la scuola venne spostata, provvisoriamente, prima al Cinema Teatro Colonna a Firenze e, in seguito, nel 1991, al teatro Fabbricone di Prato, ma, dopo pochi anni, dovette chiudere per mancanza di sovvenzioni.
Senza più finanziamenti comunali, l'allora direttore Vittorio Esposito fece comunque un ulteriore tentativo di far proseguire la scuola, riuscendo a organizzare un ultimo corso tra la fine del 1993 e il maggio 1996. Il corso iniziò a Firenze, in una sala privata in Borgo San Frediano e si concluse al Teatro Pacini di Pescia (Pistoia).
Nel 2009 è stata affissa una targa commemorativa davanti alla sede storica.

## Direttori
- Vittorio Gassman (1980-1992)
- Vittorio Esposito